# Callisthenia
Callisthenia is een geslacht van vlinders van de familie spinneruilen (Erebidae), uit de onderfamilie Arctiinae.

## Soorten
- C. angusta Schaus, 1905
- C. costilobata Rothschild, 1913
- C. lacteata Butler, 1878
- C. plicata Butler, 1877
- C. ruberrima Gibeaux, 1983
- C. ruficollis Gibeaux, 1983
- C. schadei Schaus, 1938
- C. truncata Forbes, 1939
- C. variegata Walker, 1864